# California City
California City é uma cidade localizada no estado americano da Califórnia, no Condado de Kern. Foi incorporada em 10 de dezembro de 1965.

## Geografia
De acordo com o United States Census Bureau, a cidade tem uma área de 527,4 km², onde 527,1 km² estão cobertos por terra e 0,3 km² por água.

### Localidades na vizinhança
O diagrama seguinte representa as localidades num raio de 40 km ao redor de California City. 

## Demografia
Segundo o censo nacional de 2010, a sua população é de 14 120 habitantes e sua densidade populacional é de 26,79 hab/km². Possui 5 210 residências, que resulta em uma densidade de 9,88 residências/km².